# Bolesławowo (województwo wielkopolskie)
Bolesławowo – wieś w Polsce, położona w województwie wielkopolskim, w powiecie konińskim, w gminie Kleczew. Miejscowość wchodzi w skład sołectwa Roztoka.
W latach 1975–1998 miejscowość administracyjnie należała do województwa konińskiego.